# Grayson Perry
Grayson Perry (Chelmsford, 24 marzo 1960) è un artista inglese.
Le sue opere, molte delle quali in ceramica, trattano temi di genere, identità e politica.

## Biografia
Nato a Chelmsford nel 1960 Perry studiò alla locale King Edward VI Grammar School e al Braintree College dal 1978 al 1979 per poi laurearsi all'università di Portsmouth nel 1982. Iniziò a lavorare la ceramica negli anni 1980, epoca in cui tale materiale era considerato antiquato.
Nel 2003 ottenne un Turner Prize. Nel 2013 partecipò alla serie radiofonica Reith Lectures di BBC Radio 4 e gli venne conferito il Birthday Honour per i suoi contributi dati all'arte contemporanea. Dal 2015 al 2023, Grayson Perry ricoprì il ruolo di cancelliere presso la University of East London. Nel 2021 gli venne conferito il Premio Erasmo. Venne eletto Knight Bachelor nel 2023.

## Vita privata
Perry ha la peculiarità di identificarsi con un alter ego femminile di nome "Claire", che ricalca i tratti tipici dell'"Essex girl". Stando alle sue parole:

## Libri
- Grayson Perry: Portrait of the Artist as a Young Girl, 2007
- Cycle of Violence, 2012
- Playing to the Gallery: Helping Contemporary Art in its Struggle to Be Understood, 2014
- The Descent of Man, 2016
- Sketchbooks, 2016

## Galleria d'immagini

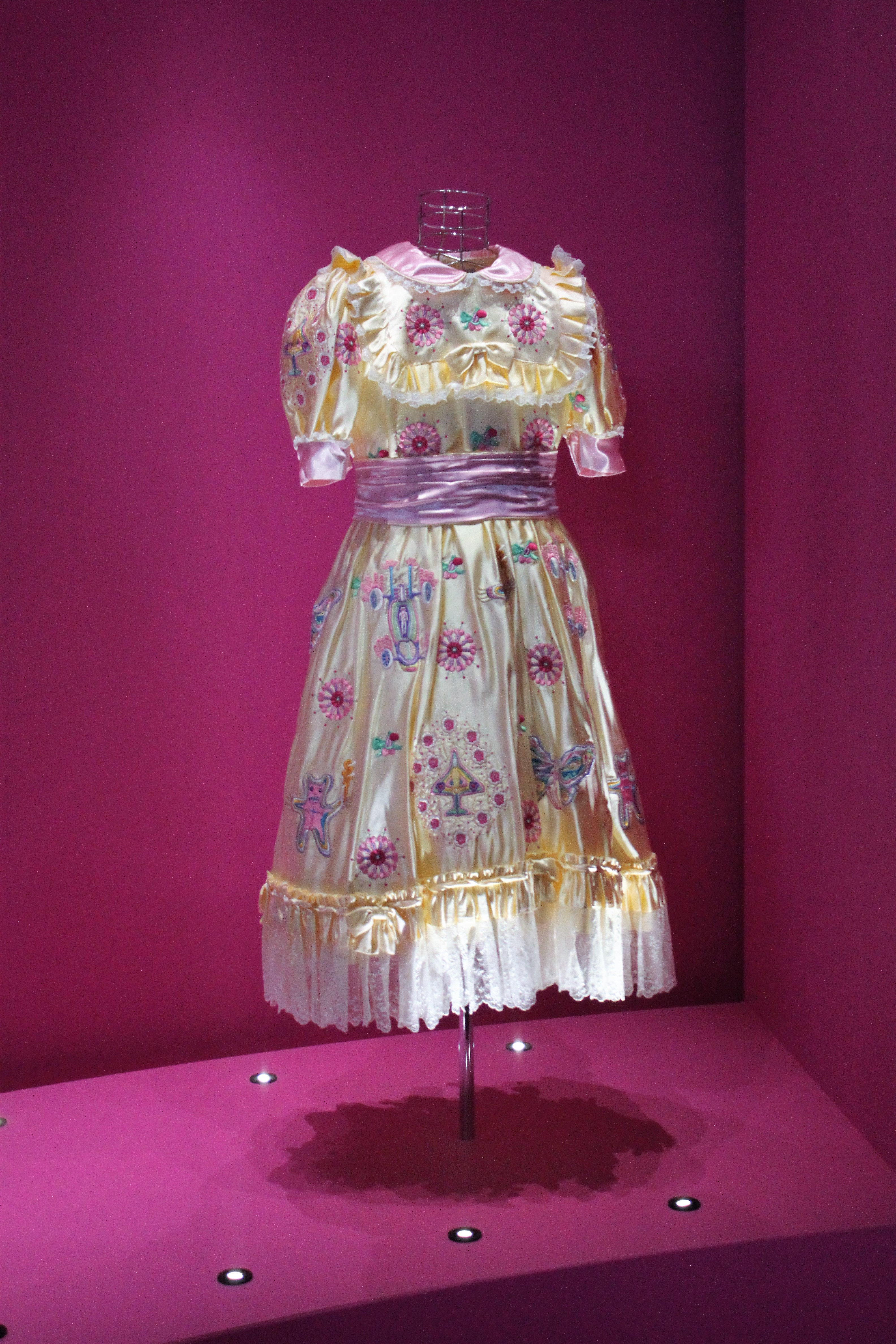
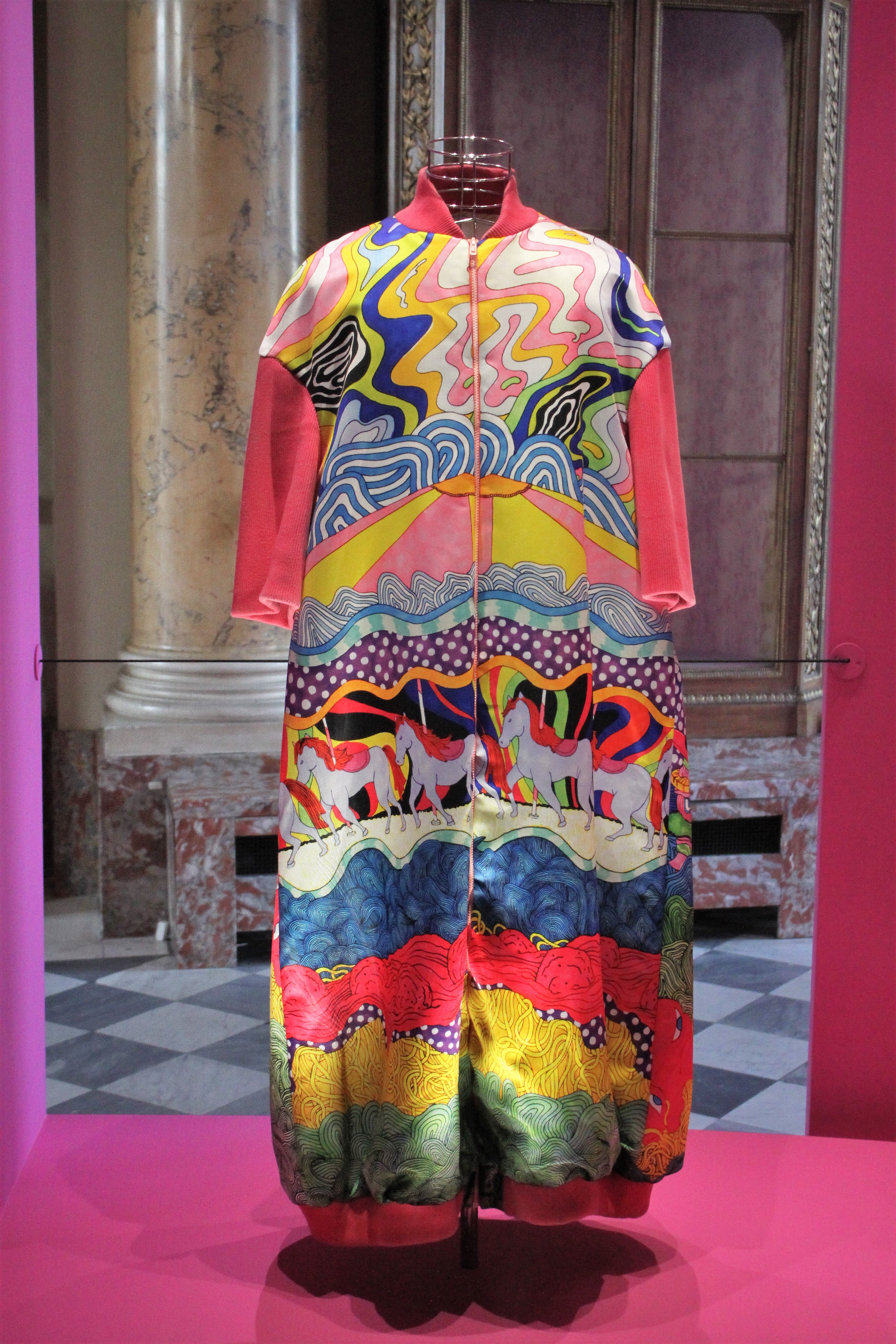
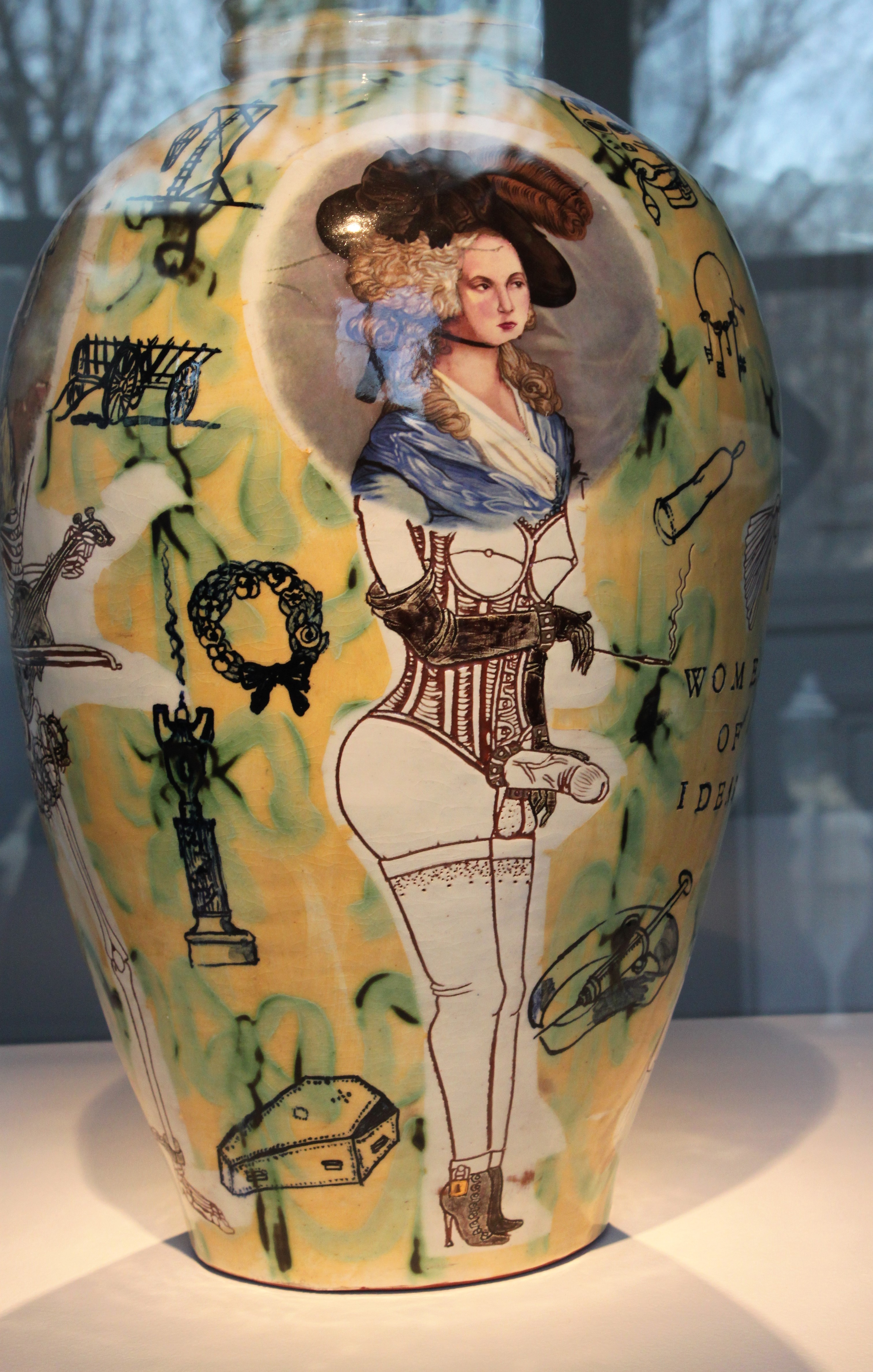
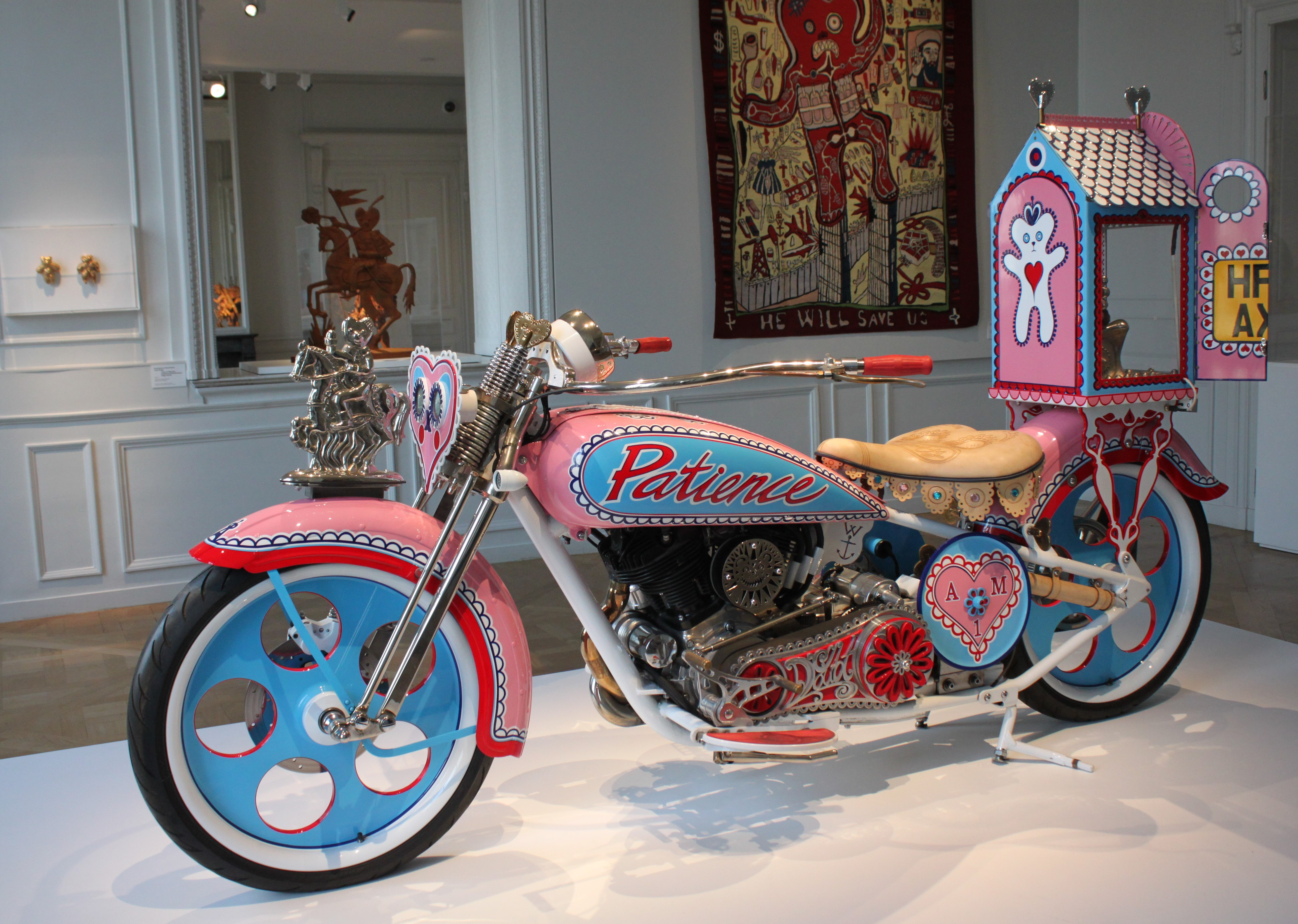
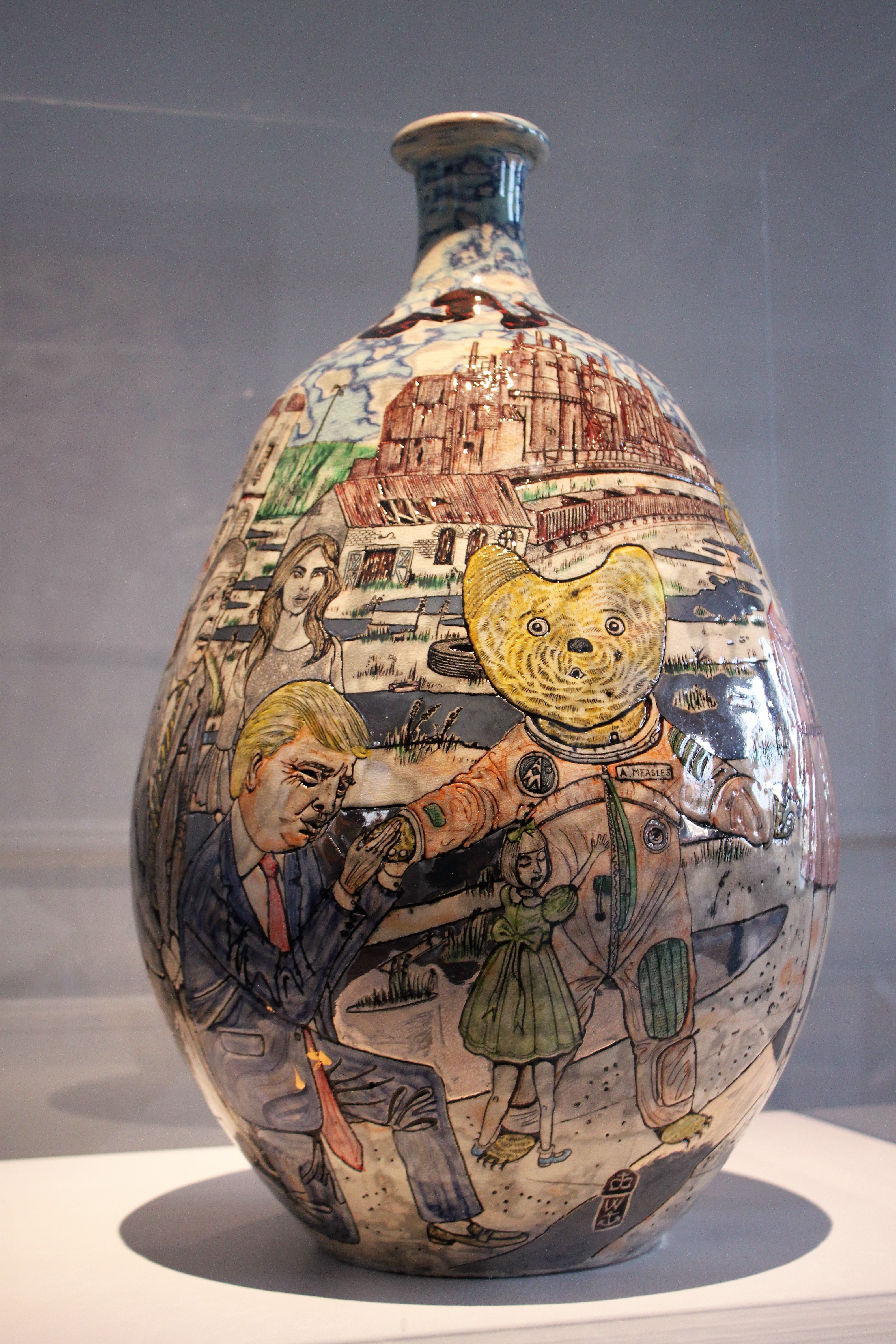
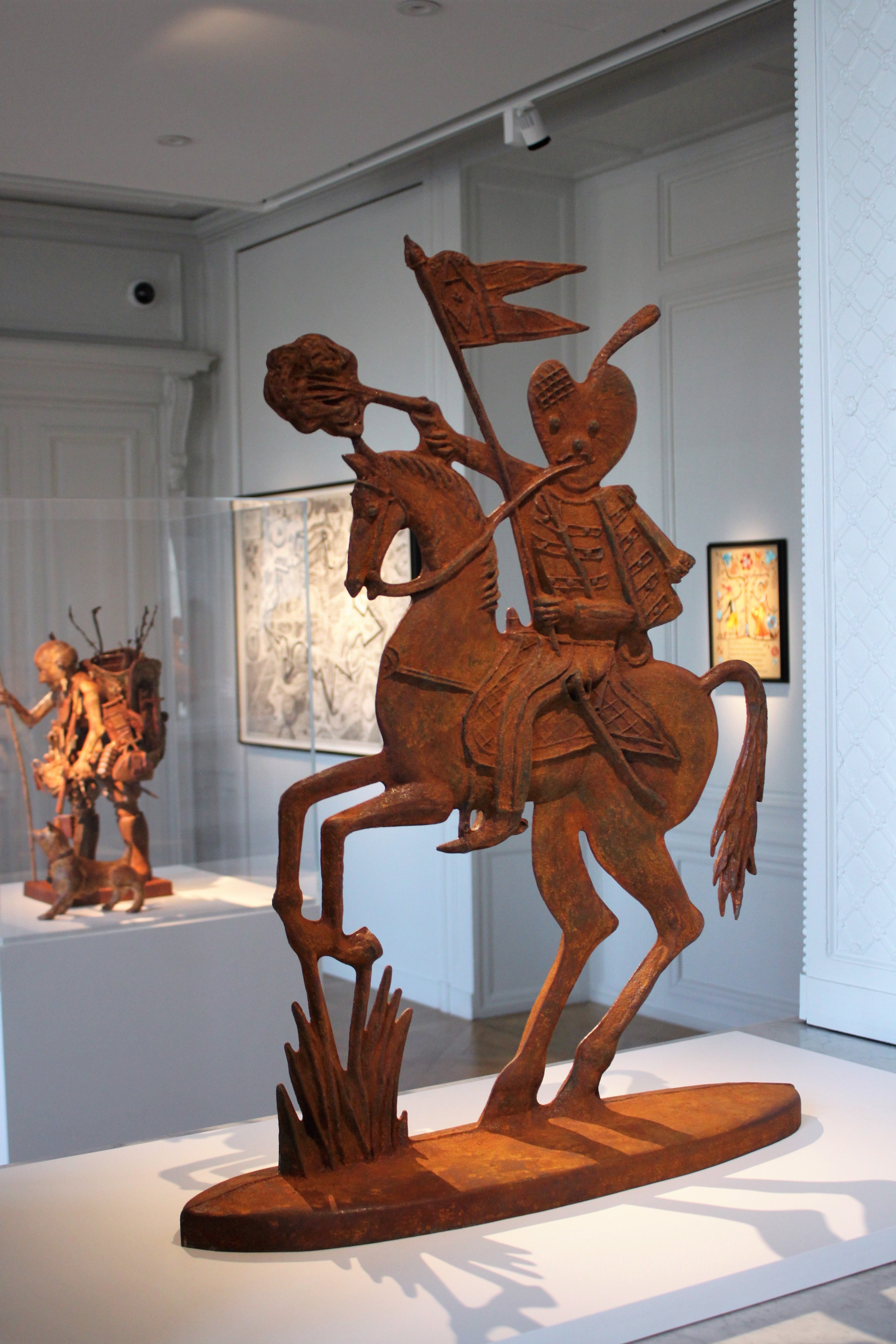